# Cràter Gússev
|  | Per a altres significats, vegeu «Cràter de Gússev (Rússia)». |

Gússev és un cràter del planeta Mart a les coordenades marcianes 14° 30′ S, 175° 24′ E / 14.5°S,175.4°E. Fa uns 166 km de diàmetre i es va formar fa uns tres o quatre mil milions d'anys enrere. El 1976 rebé el nom de l'astrònom rus Matvei Gússev (1826–1866).
Un sistema de canals drena cap dins del cràter i probablement hi aportava aigua líquida, o aigua amb gel, en algun moment del passat. Sembla que era un llac en forma de cràter i està reblert de sediments d'uns 1000 metres de gruix. Aparentment hi ha un delta, com els dels rius terrestres, cosa que indicaria que el flux d'aigua va durar molt de temps.

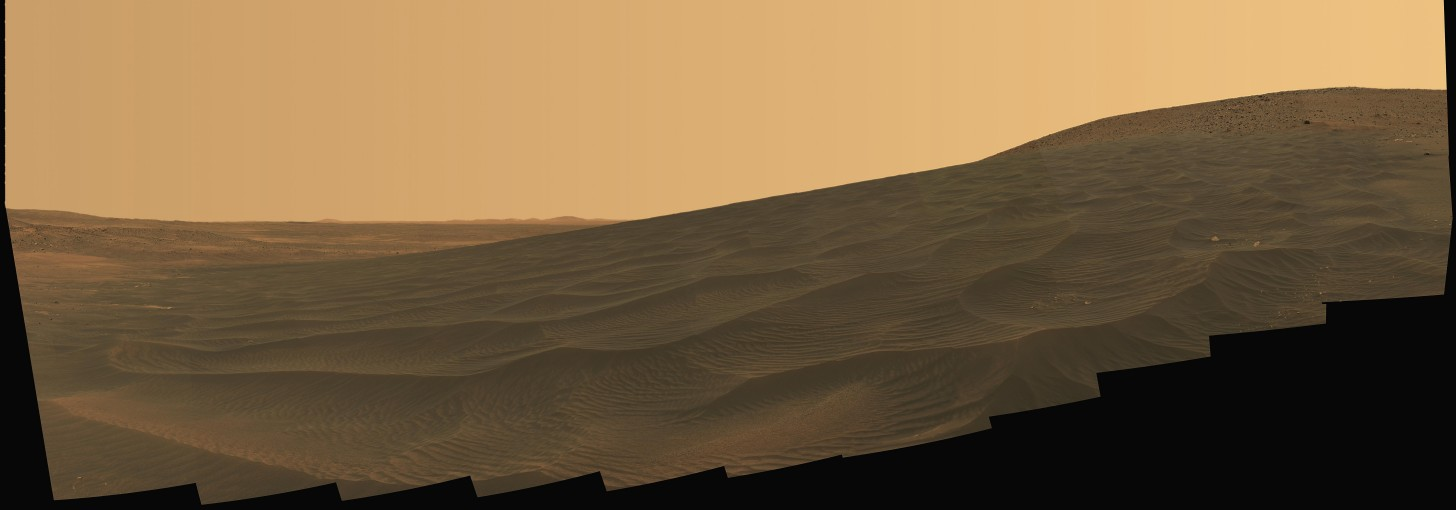
Fotografia panoràmica presa per l'Spirit Rover l'1 de gener de 2006 des del cràter Gússev.

El 3 de gener de 2004, hi va aterrar al Gússev el rover de la NASA anomenat Spirit que va trobar petites quantitats d'aigua salobre a les roques dels turons Columbia,